# Aston Merrygold
Aston Iain Merrygold, född 13 februari 1988, är en brittisk musiker och skådespelare. Han var sångare i pojkbandet JLS (Jack The Lad Swing) som blev känt från brittiska tv-showen The X Factor (Talang).
Som 14-åring medverkade Merrygold 2002 i talangprogrammet Stars In Their Eyes Kids som hans mor anmälde honom till. Där framförde han Michael Jacksons "Rockin' Robin". Efter skolan, 2004, blev Aston antagen till ITV, Fun Song Factory.

## Diskografi
EP
- 2017 – Precious

Singlar
- 2015 – "Get Stupid"
- 2015 – "Show Me"
- 2016 – "I Ain't Missing You" (med LDN Noise)
- 2016 – "Too Late"
- 2017 – "One Night in Paris"
- 2017 – "Precious" (med Shy Carter)
- 2017 – "Trudy"
- 2018 – "Across My Heart" (med Gawler)
- 2018 – "Bon Appetit"
- 2018 – "Poison Ivy"